# プロトプテルム科
プロトプテルム科（プロトプテルムか、学名：Plotopteridae）は、ウ科やカツオドリ科に近縁な絶滅した海鳥の科。これらの鳥類は後肢推進性であるが、プロトプテルム科は翼がヒレ状に進化しており、前肢推進性のペンギンと形態が類似する点が特徴である。脳形態や前肢などの骨格形態からペンギンとの近縁性も指摘されているが、類縁関係は議論が続いている。
日本国内では「ペンギンモドキ」とも呼称される。

## 分布と進化史
プロトプテルム科は古第三紀の中期始新世から新第三紀の中期中新世の約4100万年前から約1500万年前にかけ、北太平洋に生息していた。2020年時点で13種が記載されており、そのうち8種が北アメリカ大陸、5種が日本から産出している。最初に報告されたプロトプテルム科の化石はカリフォルニア州から産出した不完全な烏口骨近位端であり、ペンギンに類似する水鳥として1969年に新科新属新種が設立された。日本では1964年に福岡県北九州市で骨盤・後肢・脊椎・肋骨が一塊となった鳥類化石が発見されており、その後1976年に山口県下関市（彦島）から産出した烏口骨、1977年に福岡県北九州市（藍島）から産出した翼部の化石と合わせ、プロトプテルム科鳥類として認められるようになった。
日本国内最古の化石は長崎県西海市から産出した後期始新世から前期漸新世の大腿骨である。プロトプテルム科の起源は太平洋の東岸と西岸のどちらにあったか不明であるが、いずれにせよ早期の段階で多様化していたことが示唆される。プロトプテルム科は古第三紀の中期始新世の間に進化し、藻場の形成と共に南へ分布を拡大したとされる。
プロトプテルム科の化石はアメリカ合衆国のカリフォルニア州・オレゴン州・ワシントン州、カナダのブリティッシュコロンビア州、日本の北海道・福島県・岐阜県・山口県・福岡県・佐賀県・長崎県で産出している。漸新世の芦屋層群から産出した化石は2020年に新種として記載され、少なくとも5種のプロトプテルム科が北大西洋西岸域に生息していたことが分かっており、プロトプテルム科の多様性が示唆されている。

## 系統関係
シロカツオドリ属やカツオドリ属に近縁であり、ペンギン（特に現在は絶滅しているジャイアントペンギン）との顕著な収斂進化を示す。南半球ではなく北半球の北太平洋に生息していたことから「北半球のペンギン」と呼称されることもあるが、ペンギンと近縁とする統一的見解が得られているわけではない。また、プロトプテルム科の肩帯・前肢・胸骨はペンギンのものと大きく異なることが分かっている。一方で、脳の形態の類似性に基づいてペンギンとの近縁性を指摘する見解もあるが、ペンギン目のステムグループは現生ペンギンとプロトプテルム科のいずれとも脳のエンドキャストの形状が異なるとも指摘されている。

## 形態ほか

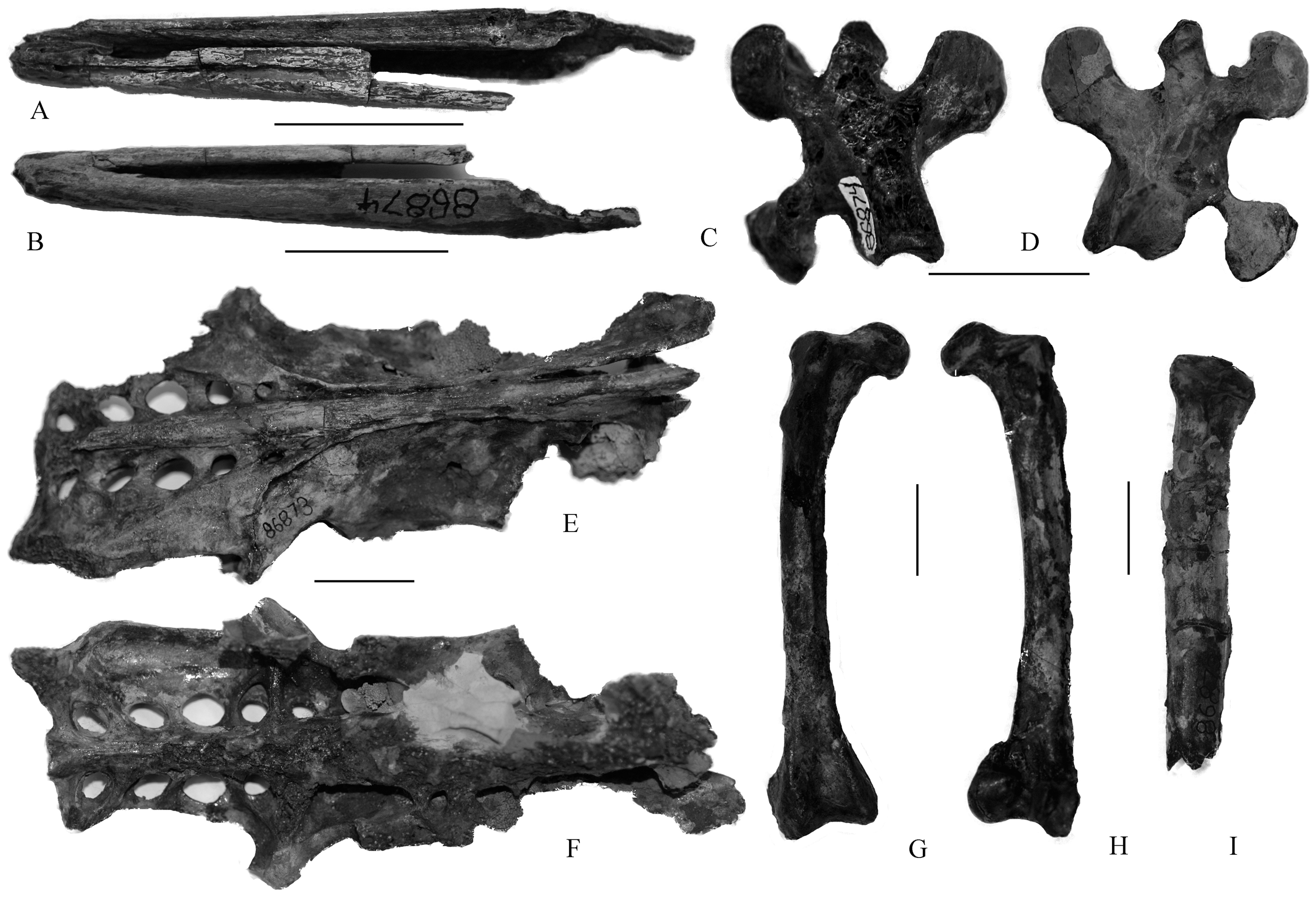
Tonsala hildegardae の化石

プロトプテルム科の化石は多くが断片的である。プロトプテルム科の模式種である Plotopterum joaquinensis は烏口骨1本で記載されており、それ以降烏口骨に基づいて新属新種が記載されるなど、烏口骨が重要な部位として扱われている。プロトプテルム科には大型のウ科に匹敵する体サイズを持つものもおり、コペプテリクスは体長2mに達する。
Tonsala hildegardaeの化石には、ホネクイハナムシ属による生物侵食を受けた例が複数知られている。